# Stockholms Tillskärarakademi
Stockholms Tillskärarakademi är en skola för mode med mönsterkonstruktion, sömnad och design m.m. Huvudman för skolan är studieförbundet Medborgarskolan. Stockholms Tillskärarakademi grundades av Elvira Harms 1913.
Skolan anordnar studiemedelsberättigade YH-utbildningar på heltid inom mönsterkonstruktion, design och skrädderi. Utbildningarna står under tillsyn av Myndigheten för yrkeshögskolan. Vidare erbjuder skolan deltidsutbildningar som Modelinjen, Stylist, Inköpare Mode och Entreprenörskap Mode samt yrkesinriktade kurser inom sömnad, mönsterkonstruktion, design, materiallära m.m. Deltidsutbildningarna och kurserna riktar sig till såväl nybörjare som yrkesverksamma inom textil- och modebranschen och anordnas av studieförbundet Medborgarskolan.
2007 startades Textila Gymnasiet som senare fick namnet Stockholms Tillskärarakademis Gymnasium, där man kunde läsa Hantverksprogrammet (textil design). I juni 2020 tog den sista årskullen elever studenten och gymnasiet är numera avvecklat på grund av ett generellt vikande söktryck till Hantverksprogrammet i hela stockholmsregionen.
Rektor för Stockholms Tillskärarakademi är Annika Westborg.